# Cinnyris solaris
La suimanga de Timor (Cinnyris solaris) es una especie de ave paseriforme en la familia Nectariniidae.

## Distribución
Es endémica de algunas islas menores de la Sonda.

## Subespecies
Se reconocen las siguientes:
- C. s. exquisitus Hartert, 1904 - Sumbawa, Komodo, Flores, Besar, archipiélago de Solor, Alor, Semau, Roti y Timor
- C. s. solaris (Temminck, 1825) - Wetar